# Žan Tabak
Žan Tabak (* 15. června 1970 Split) je bývalý chorvatský profesionální basketbalista. S výškou 213 cm a váhou 111 kg hrál obvykle na pivotu.
V nejvyšší soutěži debutoval již v patnácti letech. S jugoslávskou reprezentací se stal mistrem Evropy v kategorii kadetů v roce 1987 a mezi juniory v roce 1988. S týmem Jugoplastika Split vyhrál čtyřikrát v řadě jugoslávskou ligu (1988 až 1991) a třikrát Euroligu (1989 až 1991). Pak působil v italských klubech Libertas Livorno a Olimpia Milano. Jako hráč chorvatské reprezentace basketbalistů získal stříbrnou medaili na olympiádě 1992 v Barceloně, kde jeho tým vyhrál šest zápasů a postoupil do finále proti americkému Dream Teamu. Podílel se také na bronzové medaili Chorvatů z evropského šampionátu v Německu v roce 1993. 
V roce 1991 byl draftován do severoamerické National Basketball Association. Sezónu 1994/95 odehrál v Houston Rockets a získal s nimi mistrovský titul. Pak hrál za Toronto Raptors, Boston Celtics a Indiana Pacers. S Indianou postoupil v roce 2000 do finále soutěže a stal se prvním Evropanem, který hrál finále NBA za dva různé kluby. Celkem Tabak odehrál v NBA za šest sezón 247 zápasů s bodovým průměrem 5,0 na utkání.
Závěr kariéry strávil ve Španělsku a v roce 2005 vyhrál Copa del Rey de Baloncesto s klubem Baloncesto Málaga. Po ukončení kariéry působil jako skaut a trenér. Jako asistent trenéra Pabla Lasa se podílel na vítězství Realu v Eurolize roku 2015. V roce 2016 vyhrál izraelský pohár s Makabi Tel Aviv BC. Vedl také slovenskou reprezentaci. Od roku 2022 je trenérem klubu Trefl Sopot, s nímž získal v roce 2024 polský titul. 
Jeho tchánem byl basketbalista Ratomir Tvrdić.